# Iris kemaonensis
Півники кумаонезькі (Iris kemaonensis) — вид рослини родини півникові.

## Назва
Назва kemaonensis походить від імені індійського королівства Кумаон, яке на різних мапах латинецею записувалося як 'Kemaon' чи 'Kamaon'. 

## Будова
Має листки довжиною 45 см та шириною 12 мм. Але під час цвітіння листя ще маленьке навколо рожево-пурпурових квітів з темними смужками.

## Поширення та середовище існування
Зростає у Гімалаях на висоті 2400-5500 м.

## Практичне використання
Вирощується як декоративна рослина. Використовується в тибетській народній медицині.

## Галерея

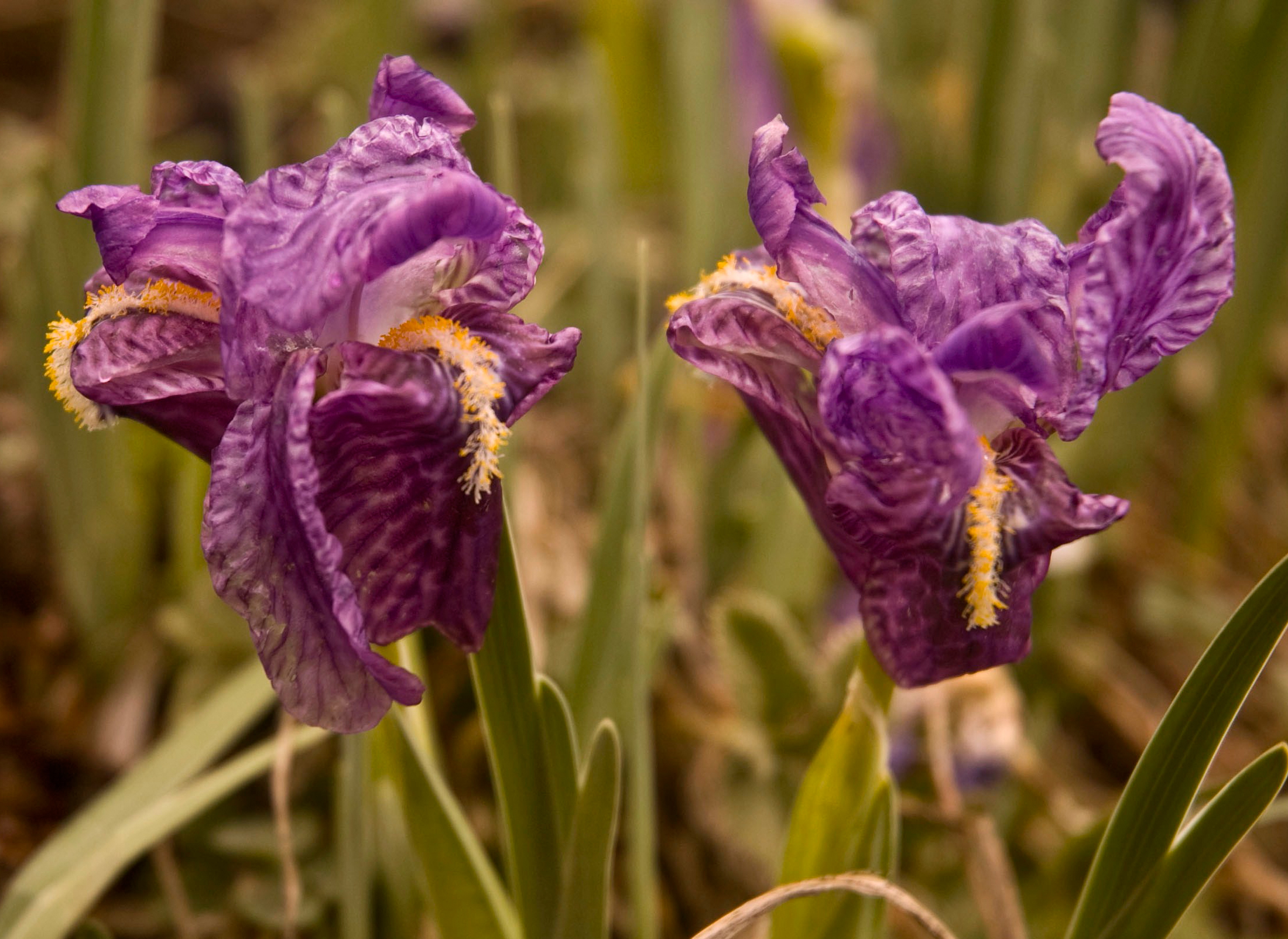
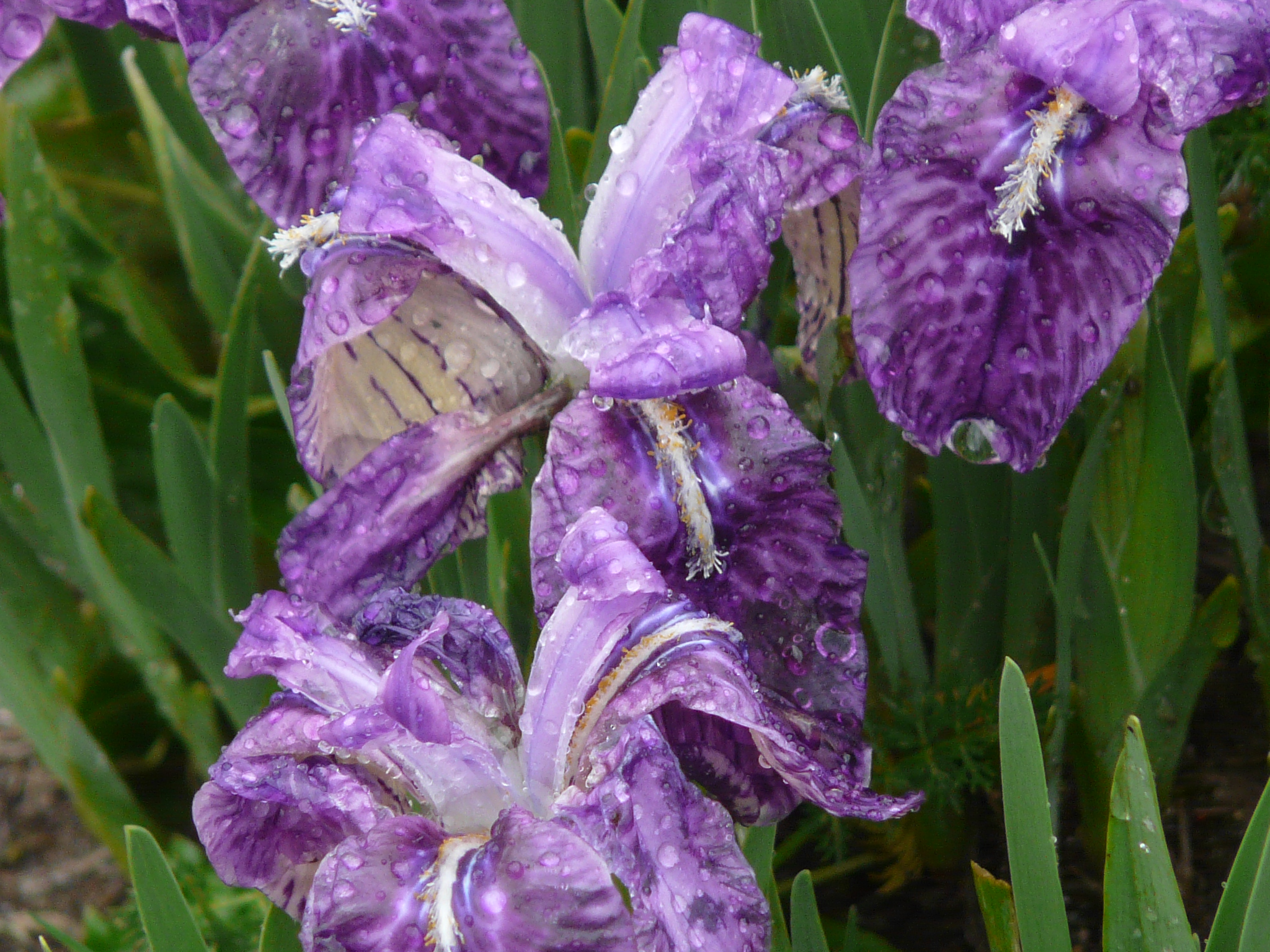
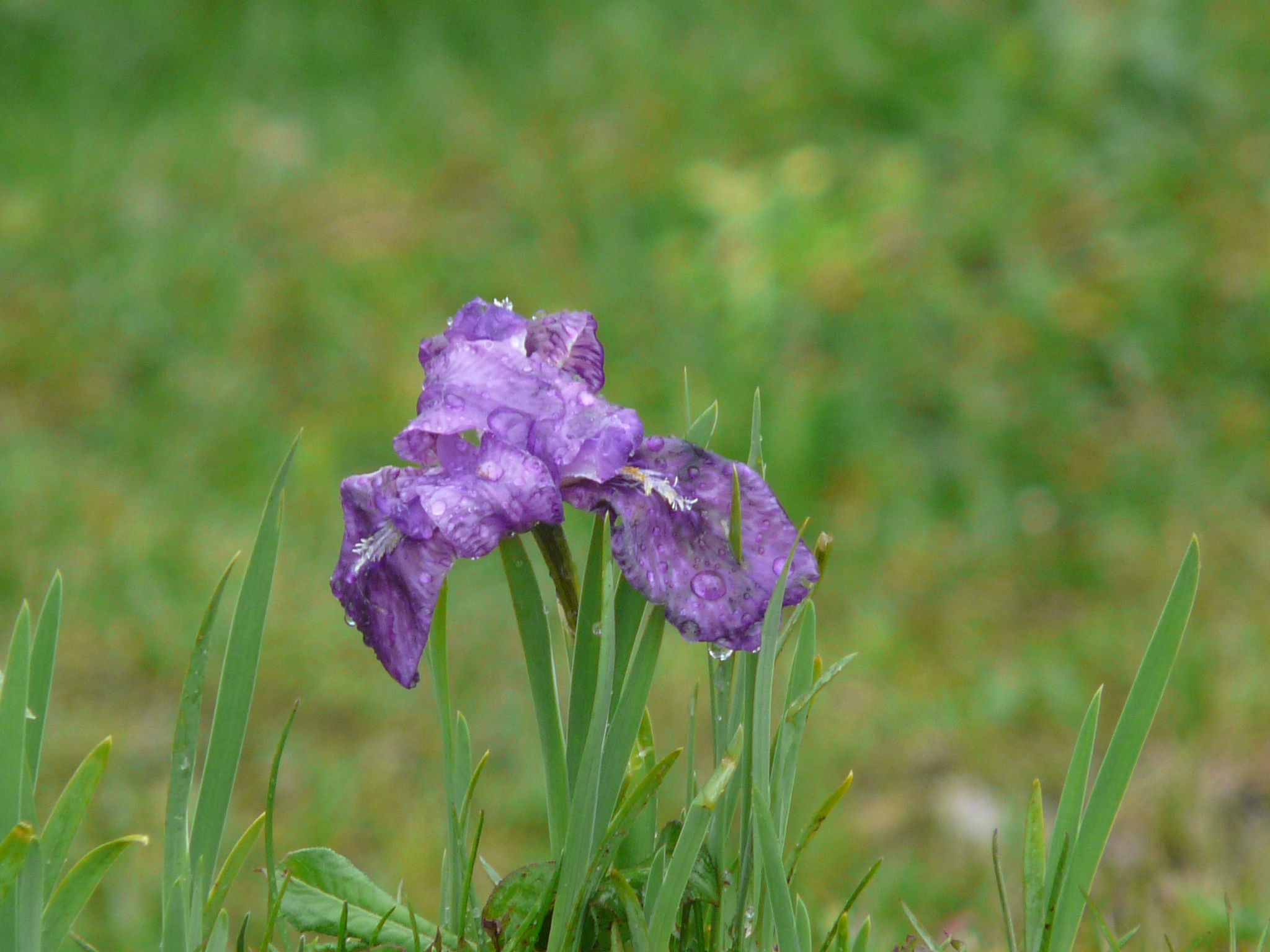